# Rafi
Rafi (hebrejsky: רפ"י, akronym pro Rešimat Poalej Jisra'el (hebrejsky: רשימת פועלי ישראל), doslova „Kandidátka izraelských pracujících“) byla levicová izraelská politická strana založena v roce 1965 bývalým premiérem Davidem Ben Gurionem. V roce 1968 byla jednou ze tří stran, které se sloučily ve Stranu práce.

## Pozadí
Strana byla založena 14. července 1965 poté, co David Ben Gurion a dalších osm poslanců (mezi nimi například Moše Dajan, Šimon Peres, Jicchak Navon či Chajim Herzog) opustilo vládnoucí stranu Mapaj. Tento odchod měl dvě hlavní příčiny: první byl nesouhlas v rámci Mapaje s Lavonovou aférou (Ben Gurion nesouhlasil s očištěním Lavona bez řádné soudní vyšetřovací komise) a druhou bylo založení aliance Ma'arach složené z Mapaje a Achdut ha-avody. Vedení Ma'arachu, vzniklé z dvou největších levicových stran, chtělo zbrzdit plánované reformy volebního systému (tj. změnit poměrné zastoupení na většinové), které byly pro Ben Guriona důležité.
Šimon Peres popisuje začátky nové strany takto:
| „             | Jeden přítel nám dal k dispozici dvě nebo tři místnosti v budově v centru města … ale ty místnosti nebyly zařízené a byly prázdné – stejně jako naše kapsy. Postupně se začaly objevovat věci: jedna paní přinesla z domova dvě židle, další opatřila záclony. Někdo přinesl Chagallovu reprodukci – dvě zelené holubice na světle modrém pozadí; manžele, oba právníci, nám nabídli své služby jako řidiči – měli auto! | “ |
| — Šimon Peres | |   |

Strana se zúčastnila parlamentních voleb v roce 1965. Přestože Ben Gurion doufal, že Rafi bude mít větší úspěch než Ma'arach, a stane se tak hlavní levicovou stranou, získal nakonec pouze deset mandátů. Po volbách nebyla zahrnuta do vlády Leviho Eškola a stala se až součástí vlády národní jednoty během Šestidenní války.
Dne 23. ledna 1968 se strana sloučila se stranou Achdut ha-Avoda a Mapajem, čímž vznikla Strana práce a jednotlivé strany přestaly existovat jakožto samostatné subjekty. Ben Gurion se však nedokázal přenést přes to, že by se sloučil se svým nepřítelem, a proto ze strany vystoupil a po zbytek volebního období byl nezařazeným poslancem. Před volbami v roce 1969 založil další stranu, Národní kandidátku. Poté, co Ben Gurion odešel z politiky se však strana rozpadla a nakonec se sloučila se Svobodným středem a Gachalem (vedeným Ben Gurionovým úhlavním nepřítelem Menachemem Beginem) před založením Likudu.
Název Rafi byl oživen během devátého a desátého Knesetu, kdy se někteří poslanci, kteří vystoupili z Likudu, pojmenovali Rafi - Národní kandidátka. Strana se později přejmenovala na Omec.

## Členové Knesetu
| Kneset (počet poslanců) | členové Knesetu |
| ----------------------- | --- |
| 5. (8)                  | Josef Almogi, David Ben Gurion, Gid'on Ben Jisra'el, Moše Dajan, Amos Degani, Hana Lamdan, Šimon Peres, Jicchar Smilansky                                                                                 |
| 6. (10)                 | Josef Almogi, David Ben Gurion, Mordechaj Ben Porat, Moše Dajan, Matilda Guez, Jicchak Navon, Šimon Peres, Jicchar Smilansky (nahradil Amose Deganiho), Mordechaj Surkis, Cvi Cur (nahrazen Arje Bahirem) |